# Liste der Wertpapierbörsen in Afrika
Dies ist eine Liste der Wertpapierbörsen in Afrika, von denen es derzeit mindestens 25 gibt. Handelsplätze, die der African Securities Exchanges Association (ASEA) angehören, sind mit einem * gekennzeichnet.
| Börse                                                               | Staat                                                                   | Kürzel    | Gegründet             | Gelistete Unternehmen  | Marktkapitalisierung (in Milliarden US-Dollar) |
| ------------------------------------------------------------------- | ----------------------------------------------------------------------- | --------- | --------------------- | ---------------------- | ---------------------------------------------- |
| Abuja Securities & Commodity Exchange                               | Nigeria                                                                 | ASCE      | 2001                  | 12 (2025)(Rohstoffe)   |                                                |
| Bolsa de Dívida e Valores de Angola *                               | Angola                                                                  | BODIVA    | 2014                  | 32 (2025)              |                                                |
| Bolsa de Valores de Cabo Verde *                                    | Kap Verde                                                               | BVC       | 1998                  | 4 (2013)               | 0,18862 (2009)                                 |
| Bolsa de Valores de Moçambique *                                    | Mosambik                                                                | BVM       | 1997                  | 3 (2013)               | 1,01641 (2013)                                 |
| Bond Exchange of South Africa                                       | Südafrika                                                               | BESA      | 1989                  | 1.100(2009) (Anleihen) |                                                |
| Botswana Stock Exchange                                             | Botswana                                                                | BSE       | 1989                  | 39 (2009)              | 56,14313 (2009)                                |
| Casablanca Stock Exchange *                                         | Marokko                                                                 | CSE       | 1929                  | >90 (2013)             | 38,324 (2013)                                  |
| Bourse de Tunis *                                                   | Tunesien                                                                | BVMT      | 1969                  | 56 (2009)              |                                                |
| Bourse des Valeurs Mobilières de l’Afrique Centrale *               | Zentralafrikanische Republik                                            | BVMAC     | 2003                  |                        |                                                |
| Bourse Régionale des Valeurs Mobilières (Regional Stock Exchange) * | Benin Burkina Faso Elfenbeinküste Guinea-Bissau Mali Niger Senegal Togo | BRVM      | 1998                  | 37 (2013)              |                                                |
| Dar es Salaam Stock Exchange *                                      | Tansania                                                                | DSE       | 1996                  | 17 (2013)              |                                                |
| Egyptian Exchange *                                                 | Ägypten                                                                 | EGX       | 1888                  | 213 (2012)             |                                                |
| Eswatini Stock Exchange *                                           | Eswatini                                                                | ESE       | 1990                  | 7 (2020)               | 0,24 (2020)                                    |
| FMDQ Group *                                                        | Nigeria                                                                 | FMDQ      | 2012                  | 41(2025) (Anleihen)    |                                                |
| Ghana Stock Exchange *                                              | Ghana                                                                   | GSE       | 1990                  | 36 (2013)              | 14,819 (2011)                                  |
| Johannesburg Stock Exchange *                                       | Südafrika                                                               | JSE SAFEX | 8. November 1887 1995 | 472 (2003)             | 579 (2006)                                     |
| Khartoum Stock Exchange *                                           | Sudan                                                                   | KSE       | 1995                  | 38 (2013)              |                                                |
| Libyan Stock Market                                                 | Libyen                                                                  | LSM       | 2007                  | 10 (2013)              |                                                |
| Lusaka Stock Exchange *                                             | Sambia                                                                  | LuSE      | 1994                  | 12                     |                                                |
| Malawi Stock Exchange *                                             | Malawi                                                                  | MSE       | 1995                  | 14 (2012)              | 0,753 (2012)                                   |
| Merj Exchange                                                       | Seychellen                                                              | MRJ       | 2013                  | 51 (2025)              |                                                |
| NASD OTC Securities Exchange *                                      | Nigeria                                                                 | NASD      | 1998                  | 42 (2025)              |                                                |
| Stock Exchange of Mauritius *                                       | Mauritius                                                               | SEM       | 1988                  | 42 (2013)              | 5,6 (2010)                                     |
| Nairobi Securities Exchange *                                       | Kenia                                                                   | NSE       | 1954                  | 60 (2013)              |                                                |
| Namibian Stock Exchange *                                           | Namibia                                                                 | NSX       | 1992                  | 37 (2017)              | 130 (2017)                                     |
| Nigerian Stock Exchange *                                           | Nigeria                                                                 | NSE       | 1960                  | 198 (2011)             | 65 (2011)                                      |
| Rwanda Stock Exchange *                                             | Ruanda                                                                  | RSE       | 2005                  | 3 (2011)               |                                                |
| Sierra Leone Stock Exchange                                         | Sierra Leone                                                            | SLSE      | 2009                  | 3 (2020)               |                                                |
| Uganda Securities Exchange *                                        | Uganda                                                                  | USE       | 1997                  | 16 (2013)              |                                                |
| Zimbabwe Stock Exchange *                                           | Simbabwe                                                                | ZSE       | 1896                  | 66 (2014)              |                                                |